# Starfield (videójáték)
A Starfield egy 2023-as akció-szerepjáték, amelyet a Bethesda Game Studios fejlesztett és a Bethesda Softworks adott ki Xbox Series X/S konzolokra, és Windowsra.

## Játékmenet

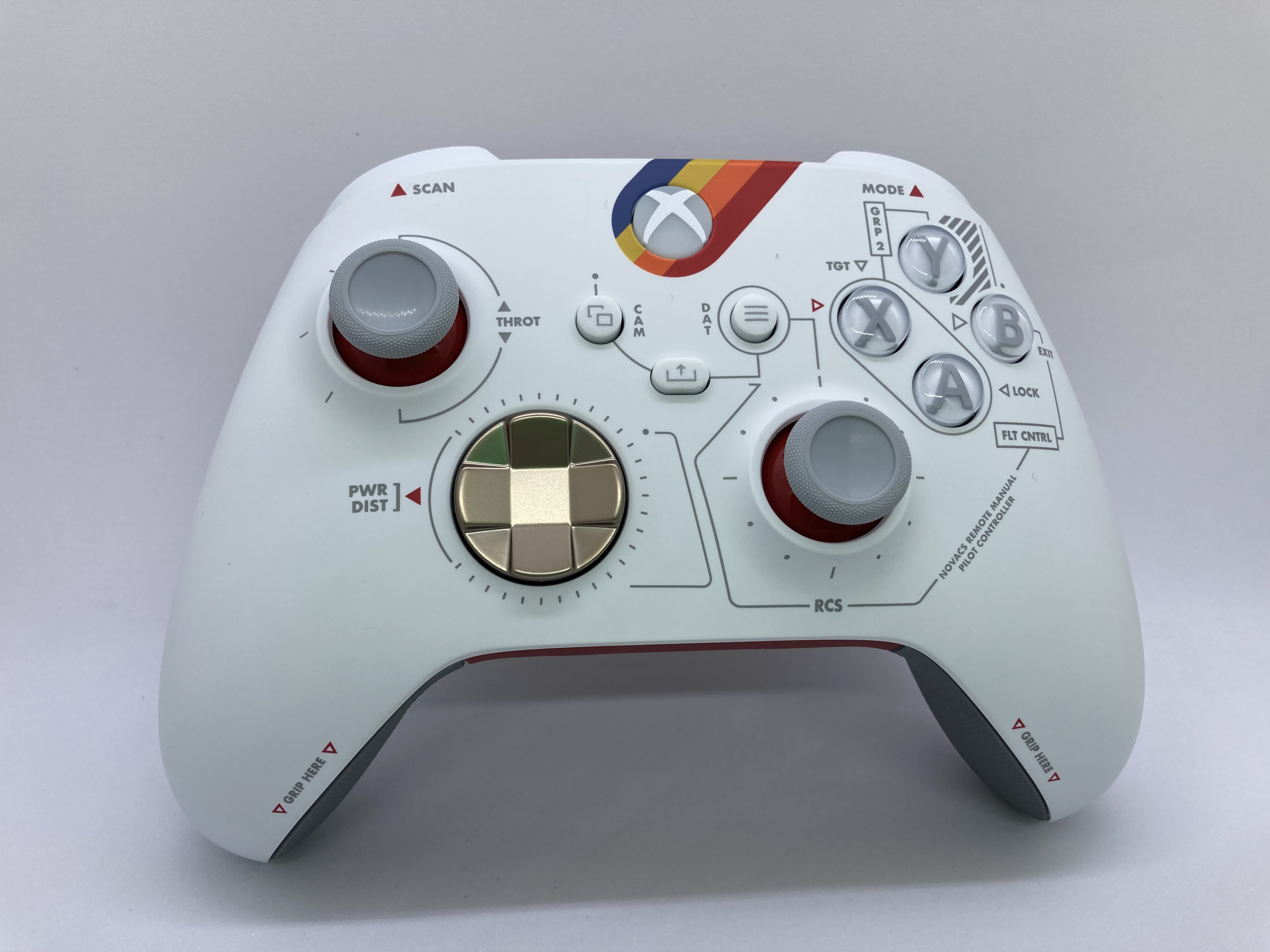
Egy Starfield tematikájú Xbox Series X/S kontroller.

A Starfield egy akció-szerepjáték, amelyben a játékos bármikor válthat az első- és harmadik személyű nézet között. A játék egy nyílt világot kínál, amely a Tejútrendszeren belül helyezkedik el, és valós, valamint kitalált bolygórendszereket is tartalmaz. A játékos több mint 1000 bolygóra, valamint ismeretlen számú holdra és űrállomásra képes leszállni. A tájak többségét procedurálisan generálja a játék. A játék legnagyobb városa, New Atlantis, amely legnagyobb kitalált város, amit a Bethesda valaha létrehozott. Ahogy a játékos felfedezi a játék világát, különféle NPC-kkel találkozik, akik közül néhány csatlakozhat a játékos legénységéhez. Ezek az NPC-k segíthetnek a harcokban, tárgyakat cipelhetnek, más NPC-kkel beszélhetnek a játékos nevében konfliktushelyzetekben, valamint megjegyzéseket fűzhetnek a játékos döntéseihez. A játékos elhelyezheti a legénységi tagokat az általa épített támaszpontokon. Minden társ-karakter saját, egyedi képességekkel és adottságokkal rendelkezik. Bizonyos toborozható NPC-ket a játékos romantikus kapcsolatba is vonhat. A játék elején a játékos testre szabhatja a karakterét, aki egy néma főhős. Ez magában foglalja a testalkat, a megjelenés, az arcvonások, a háttértörténet és a jellemvonások kiválasztását. A karakter háttértörténetének kiválasztása három kezdő képességet nyit meg. Ahogy a játékos halad előre, további jellemvonásokat oldhat fel, amelyek segíthetik vagy hátráltathatják őt. Például az Introvertált jellemvonás nagyobb állóképességet biztosít, ha a játékos egyedül utazik, viszont csökkenti az állóképességet, ha társsal van. A jellemvonások küldetések vagy bizonyos cselekedetek révén eltávolíthatók. A játék előrehaladtával a játékos tapasztalatot szerez és szintet lép, így új képességeket oldhat fel, amelyek öt különálló készségfában találhatók: fizikai, társas, harci, tudományos és technikai. Minden képesség fejleszthető az adott területhez kapcsolódó kihívások teljesítésével. A játékos különféle lőfegyvereket, robbanószereket és közelharci fegyvereket használhat az ellenségek legyőzésére. A legtöbb fegyver testreszabható különböző kiegészítőkkel. Például egy távcső felszerelése növeli a fegyver pontosságát, míg egy hangtompító felszerelése lehetővé teszi a lopakodásra épülő játékmenetet. A játékos különféle hátirakétákat („boost packeket”) is felszerelhet, amelyek segítenek a harcban, valamint a nehezen vagy egyáltalán nem járható terepek átszelésében. Amikor a játékos egy égitesten landol, a rá ható gravitációs erő annak tömegétől függően változik – ez pedig a harc menetét is befolyásolhatja. Leszállás előtt a játékos le tudja szkennelni a bolygókat és aszteroidákat, hogy megtekinthesse azok természeti erőforrásait, például a vasat vagy a lítiumot. Ezeket az erőforrásokat ki kell termelni vagy be kell gyűjteni, hogy számos barkácsreceptet teljesíteni lehessen. A játékos előőrsöket is építhet, amelyek otthonként szolgálhatnak, vagy megkönnyíthetik az erőforrás-kitermelést. Az előőrsökbe laboratóriumokat is telepíthet, ahol kutatásokat végezhet különféle készíthető tárgyakról és fejlesztésekről. Ezek az alábbi öt kategóriába sorolhatók: gyógyszerészet, ételek és italok, előőrs-fejlesztés, felszerelések és fegyverzet. Az előőrsök építése történhet belső nézetből vagy izometrikus nézetből is. A játékos űrhajókat építhet, vásárolhat vagy elfoglalhat. A bolygókon található különféle űrkikötőkben a játékos alkatrészeket és űrhajókat vásárolhat vagy adhat el, illetve megjavíttathatja a saját járművét. A játékban egy moduláris hajótestreszabási rendszer is helyet kapott, amely lehetővé teszi a hajók központi elemeinek, létesítményeinek, helyiségeinek, festésének, dekorációinak és fegyverzetének módosítását. A nagyobb űrhajók nagyobb tárolókapacitással és élettérrel rendelkezhetnek, viszont kisebb maximális sebességgel és rövidebb maximális ugrótávolsággal ("Jump Range"). A hajók megvédéséhez a játékosnak fegyvereket kell felszerelnie, mivel az űrhajós harcokban ezek létfontosságúak. A hajók működését egy úgynevezett energiaelosztó rendszer szabályozza, amely során a játékosnak döntenie kell arról, hogy mely rendszerek kapnak energiát egy adott pillanatban. Harc közben például az energia a fegyverrendszerekhez irányítható a gravitációs meghajtó helyett. A játékos ellenséges és békés NPC-k által irányított űrhajókat is megközelíthet és fedélzetükre léphet. Ezeket a hajókat kifoszthatja, elfoglalhatja, megsemmisítheti, illetve beszélgethet, kereskedhet vagy akár meg is ölheti a legénységüket.

## Cselekmény
|  | Alább a cselekmény részletei következnek! |

Húsz évvel a Gyarmati Háború után a United Colonies és a Freestar Szövetség törékeny békében élnek. A játékos egy űrbányász szerepébe bújik, aki az Argos Extractors nevű vállalatnak dolgozik. A céget a titokzatos Constellation – egy hírhedt galaktikus felfedezőcsoport – bízta meg azzal, hogy egy föld alá temetett, furcsa gravitációs hatásokat mutató műtárgyat kutasson fel. Miután a játékos kiemeli a műtárgyat, különös látomása támad, amely térben és időben repíti őt. Amikor magához tér, megtudja, hogy a megbízója már úton van, hogy átvegye a tárgyat. Röviddel a találkozás után a Crimson Fleet megtámadja a bányászatot, amit a játékosnak meg kell védenie. Ezután New Atlantisba, a United Colonies fővárosába utazik, hogy átadja a műtárgyat a Constellation központjában, a Lodge-ban. Innen kezdve a játékos csatlakozik a Constellationhoz, akik további műtárgyakat keresnek – abban a hitben, hogy ezek az emberiség előtt álló egyik legnagyobb rejtély kulcsai lehetnek. Az utazása során a játékosnak lehetősége van különböző frakciókhoz csatlakozni a Settled Systemekben. Miután a játékos találkozik a Constellation megmaradt tagjaival és több műtárgyat is összegyűjt, egy olyan anomália kivizsgálására küldik, amely egy műtárgy jelenlétére utal, de annak hatása sokkal erősebb a megszokottnál. Ott a játékos egy ősi templomot fedez fel, amit aktiválva természetfeletti képességekre tesz szert. Ezután a játékos csatlakozik a Constellation támogatójához és tagjához, Walter Stroudhoz, hogy megszerezzenek egy újabb műtárgyat a Neon nevű élvezetvárosban. A műtárgy megszerzése után azonban egy ismeretlen és felismerhetetlen lény jelenik meg, aki magát „Csillagszülöttnek” (Starborn) nevezi. A Starborn követeli a műtárgyat, de a Constellationnak sikerül elmenekülnie. A Constellation küldetése az antik tárgyak összegyűjtésével folytatódik, különösen azután, hogy megjelent riválisuk, a Starborn. Annak érdekében, hogy növeljék a szkennelési hatótávolságukat és így több műtárgyat találjanak, a játékost megbízzák a The Eye nevű műhold megjavításában. A küldetés során a játékos hírt kap arról, hogy a Constellation Lodge-ot megtámadta egy Starborn. A játékos dönthet úgy, hogy megvédi a The Eye-t vagy a Lodge-ot. Attól függően, melyik helyszínt választja, a Constellation egyik tagja életét veszti a támadásban. A megmaradt tagok elmenekülnek az tárgyakkal, nagy meglepetést okozva a támadó Starbornnak, A Vadász (The Hunter), aki hagyja a játékost távozni, és megígéri, hogy még találkozni fognak. Egy nyomozás során a Constellation rábukkan a Vadászra, aki éppen egy másik Starbornnal, a „Küldöttel” ( Emissary) találkozik, hogy megvitassák, hogyan menekülhetett meg a játékos. Egy fegyverszünet jegyében a játékos beszáll a Starborn űrhajójára, ahol megtudja, hogy a Starbornok nem idegenek, hanem emberek egy párhuzamos univerzumból. A Küldött a Constellation elhunyt tagjának párhuzamos változata. A Küldött és a Vadász elárulják, hogy aki egy adott univerzumban összegyűjti az összes műtárgyat, az elérheti az „Egységet” (Unity) – az adott univerzum középpontját, amely átjáróként szolgál további párhuzamos világokhoz. A Starborn már számtalan ilyen univerzumban verseng a műtárgyakért. A párhuzamos univerzumok felfedezésének lehetőségétől lelkesedve a Constellation tagjai elhatározzák, hogy megelőzik a Starbornokat, és megszerzik a még hiányzó tárgyakat. A játékos a Földön, a Cape Canaveral romjaihoz utazik, hogy megszerezzen egy újabb műtárgyat. Ott megtudja, hogy ezek a tárgyak kulcsszerepet játszottak az eredeti gravitációs meghajtó (Grav Drive) megalkotásában, és hogy annak kifejlesztése vezetett a Föld mágneses mezejének pusztulásához. Nem sokkal ezután a játékos válaszút elé kerül: segíti a Vadászt, segíti a Küldöttet, vagy egyiket sem támogatja. Döntésétől függetlenül a játékos összegyűjti a még hiányzó műtárgyakat, amelyeket a Starborn még nem szerzett meg, és szembeszáll velük a föld alá temetett templomnál. Győzelme után a játékos eléri az Egységet, ahol találkozik önmaga párhuzamos változatával. Ez a változat elmagyarázza, hogy az Egységbe való belépéssel a játékos Starbornná válik, de örökre elhagyja a saját univerzumát, és egy új világba lép át, ahol semmije és senkije nem lesz – lehetőséget adva arra, hogy a történet újrakezdődjön egy másik párhuzamos univerzumban.
|  | Itt a vége a cselekmény részletezésének! |

## Fejlesztés
A Starfield több mint huszonöt év után jelent meg, és a rendező, Todd Howard szerint olyan, mint a Skyrim űrben. Howard elmondása szerint a stúdió már 1994 óta foglalkozott űr témájú játékokkal. Az ő Delta V nevű játékuk 1994-ben része volt a Traveller licencnek, de nem valósult meg teljesen. A The 10th Planet egy törölt űrharci játék volt, amelynek légköre alapozta meg a Starfield hangulatát. Howard azt is elmondta, hogy a 2000-es években a Star Trek jogait is birtokolták, és egy szerepjáték ötletet javasoltak ebben az univerzumban, de ezt végül nem hagyták jóvá. Bár a Bethesda már egy ideje szeretett volna tudományos-fantasztikus játékot készíteni, és erős elképzeléseik voltak a játékmenet stílusáról, a Starfield mögötti ötletek csak később alakultak meg, hogy megkülönböztessék a már megjelent más sci-fi játékoktól. Végül egy olyan témára bukkantak, amelyet a vezető művész, Pely István „NASA punk”-nak nevezett. Bár a játék az emberiség jövőjében játszódik, olyan technológiát használ, amely visszavezethető különböző NASA űrmissziók eredetére. A Bethesda csapata elkezdett egy fiktív narratívát írni, amely az évtizedekre lebontott eseményeket ábrázolta az okozott 300 évről, hogy feltehessék a kérdést: „Most, hogy az ember az űrben él, mit jelent ez?” – mondta Howard. A Starfield koncepciója már a stúdió előzetes fejlesztési tervei között szerepelt, még 2013 előtt, amikor bejegyezték a nevet. Howard szerint a játéknak nem voltak más nevei, „csak Starfield” lehetett. Elmondta, hogy a játék aktív fejlesztése 2015 novemberében, a Fallout 4 megjelenése közben már zajlott. 2018 közepére a játék már a gyártás alatt állt, és több hónapos fejlesztés után játszható állapotba került.

## Fogadtatás
| Összegzőoldal | Értékelés |
| ------------- | --------- |
| Metacritic    | 83/100    |

| Szerző         | Értékelés |
| -------------- | --------- |
| Destructoid    | 10/10     |
| Easy Allies    | 8/10      |
| Eurogamer      | 3/5       |
| Famicú         | 34/40     |
| Game Informer  | 8,5/10    |
| GameSpot       | 7/10      |
| GamesRadar+    | 5/5       |
| Hardcore Gamer | 4/5       |
| IGN            | 7/10      |
| PC Gamer (US)  | 75/100    |
| PCGamesN       | 7/10      |
| PCMag          | 3,5/5     |
| RPGFan         | 98/100    |
| Shacknews      | 9/10      |
| The Guardian   | 4/5       |
| VG247          | 4/5       |
| VideoGamer.com | 9/10      |

A Starfield a kritikusok szerint „általánosan kedvező” értékeléseket kapott, a Metacritic értékelő oldal összesítése alapján.
Eon Hurley a GamesRadar+-tól dicsérte a Starfield-ot az óriási és magával ragadó világáért, a változatos és kreatív küldetésekért, a stabil és megbízható mechanikákért, valamint a grafikájáért. Hurley említette néhány kisebb hibát is, például a lopakodás és zsebtolvajlás képességek hiányát a játék elején. Azt is hozzátette, hogy a Starfield a Bethesda legjobb játéka a The Elder Scrolls IV: Oblivion óta, és hogy végtelen felfedezést és lehetőségeket kínál azoknak a játékosoknak, akik szeretik a felfedezést és a szabadságot.
A The Washington Post-ban szerkesztő Gene Park szerint a Starfield egy óriási vállalkozás, amely magasra teszi a mércét és új területeket fedez fel. 
Több kritikus is megjegyezte, hogy a játék viszonylag kevés hibával jelent meg a korábbi Bethesda címekhez képest.

## Díjak, elismerések
| Év   | Díj                           | Kategória                                           | Eredmények            |
| ---- | ----------------------------- | --------------------------------------------------- | --------------------- |
| 2021 | Golden Joystick Awards        | Legjobban várt játék                                | Jelölve               |
| 2022 | Golden Joystick Awards        | Legjobban várt játék                                | Jelölve               |
| 2022 | The Game Awards               | Legjobban várt játék                                | Jelölve               |
| 2023 | The Game Awards               | Legjobb szerepjáték                                 | Jelölve               |
| 2023 | Golden Joystick Awards        | Az év Xbox játéka                                   | Elnyerte              |
| 2023 | Golden Joystick Awards        | Az év játéka                                        | Jelölve               |
| 2023 | Golden Joystick Awards        | Legjobb mellékszereplő (Cissy Jones)                | Jelölve               |
| 2023 | Golden Joystick Awards        | Legjobb vizuális dizájn                             | Jelölve               |
| 2023 | Golden Joystick Awards        | Legjobb hang                                        | Jelölve               |
| 2023 | The Steam Awards              | Leginnovatívabb játékmenet                          | Elnyerte              |
| 2024 | BMI Film & TV Awards          | Legjobb zene                                        | Elnyerte              |
| 2024 | New York Game Awards          | Big Apple-díj az év játékának                       | Jelölve               |
| 2024 | New York Game Awards          | Herman Melville a legjobb történetnek               | Jelölve               |
| 2024 | New York Game Awards          | Herman Melville-díj a legjobb történetnek           | Jelölve               |
| 2024 | New York Game Awards          | Szabadság-szobor-díj a legjobb világnak             | Jelölve               |
| 2024 | D.I.C.E. Awards               | Az év szerepjátéka                                  | Jelölve               |
| 2024 | D.I.C.E. Awards               | Kiemelkedő művészeti rendezés                       | Jelölve               |
| 2024 | Game Developers Choice Awards | Az év játéka                                        | Tiszteletbeli említés |
| 2024 | Game Developers Choice Awards | Innovációs-díj                                      | Tiszteletbeli említés |
| 2024 | Game Developers Choice Awards | Legjobb történet                                    | Tiszteletbeli említés |
| 2024 | Game Developers Choice Awards | Legjobb technológia                                 | Jelölve               |
| 2024 | Game Developers Choice Awards | Közönségdíj                                         | Jelölve               |
| 2024 | British Academy Games Awards  | Legjobb történet                                    | Hosszúlistás          |
| 2024 | British Academy Games Awards  | Legjobb új szellemi alkotás (Intellectual property) | Hosszúlistás          |
| 2024 | British Academy Games Awards  | Legjobb technikai teljesítmény                      | Jelölve               |

## Fordítás
Ez a szócikk részben vagy egészben  a   Starfield (video game) című angol Wikipédia-szócikk ezen változatának fordításán alapul.  Az eredeti cikk szerkesztőit annak laptörténete sorolja fel. Ez a jelzés csupán a megfogalmazás eredetét és a szerzői jogokat jelzi, nem szolgál a cikkben szereplő információk forrásmegjelöléseként.